# Rossiglione (Italia)
Rossiglióne (Roscigion in ligure, Rsciugni [ɚˈʂᵊʊ̃ɲɲi] nella variante locale) è un comune italiano di 2 510 abitanti della città metropolitana di Genova in Liguria.

## Geografia fisica
Il territorio comunale è situato in valle Stura, a nord ovest di Genova, con lo sviluppo delle due principali borgate di Rossiglione Superiore e Rossiglione Inferiore lungo la sponda destra, la prima, e lungo la sponda sinistra la seconda; la borgata superiore, fondata e conosciuta storicamente con il toponimo di Villafranca, rimane all'incirca un chilometro a monte dal nucleo inferiore.
Tra le vette del territorio il monte Pracaban (946 m), il monte Pavaglione (890 m), il bric Roccia Nera (878 m), il bric Zambra (861 m), il monte Colma (836 m), il monte Bellavista (820 m), il monte Le Ciazze (739 m), il monte Calvo (738 m), il bric Valcalda (708 m), il bric Saccone (640 m), il monte Nero (563 m), il monte Fossa (500 m).
Rossiglione fa parte del Parco naturale regionale del Beigua.

## Storia

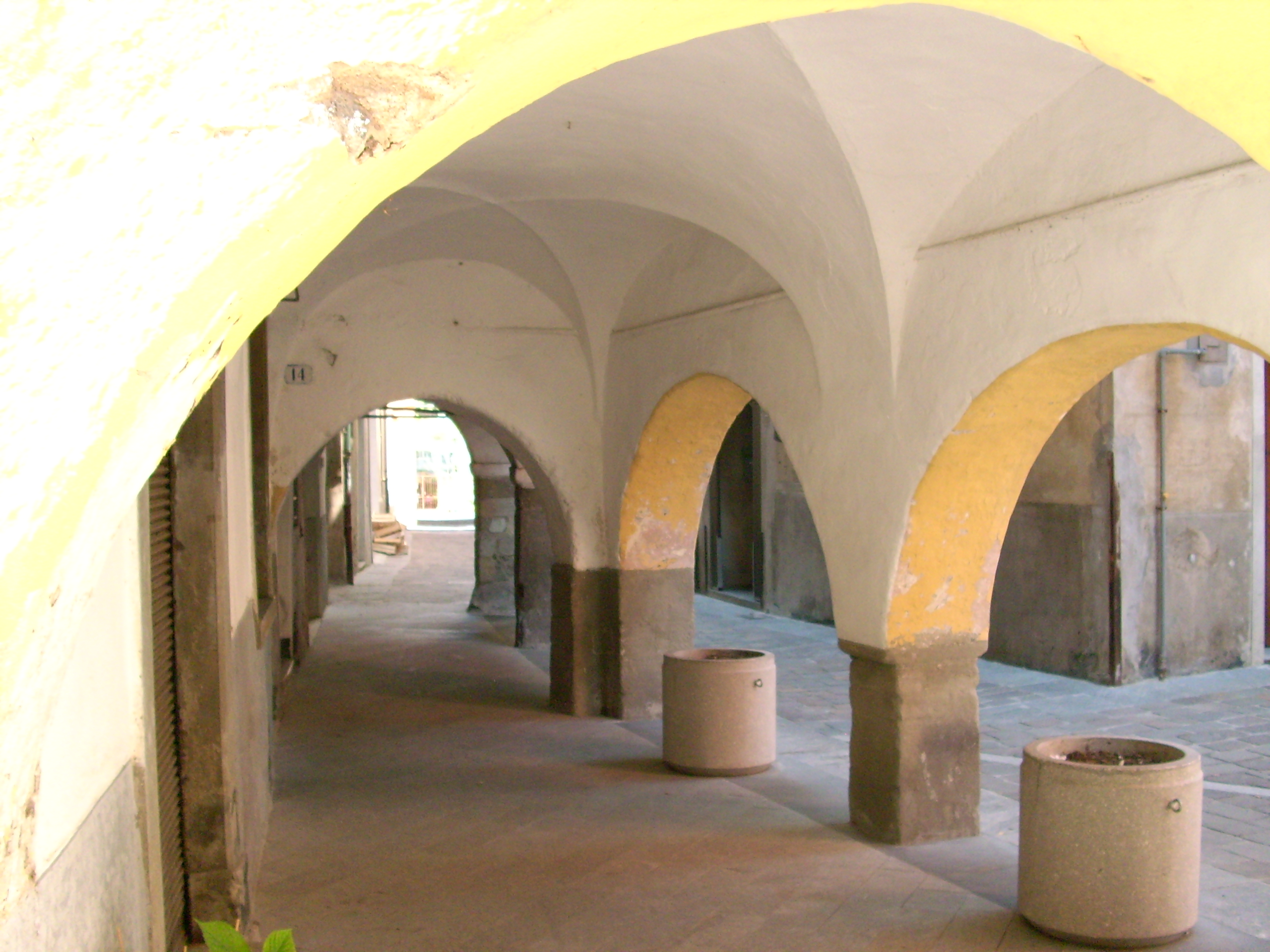
Il porticato delle "Case Vignolo" presso il centro storico di Rossiglione Superiore

I primi insediamenti umani, secondo studi effettuati dagli storici, sembrerebbero risalire al V secolo a.C.. Adiacente al monte Ciazze, ai confini territoriali tra il comune di Rossiglione e quello di Ovada (AL), sono stati trovati i primitivi resti di un antico villaggio, abitato quasi certamente dalla famiglia dei Liguri. Tali reperti sono oggi conservati presso il museo di archeologia ligure di Genova Pegli.
Seguì l'occupazione dell'Impero romano, seguito al dominio del Regno Longobardo in tutta la valle del fiume Orba ed alle missioni dei monaci di san Colombano.
La prima vera citazione del comune risale all'8 gennaio 1186, in un atto di cessione di terreni al popolo di Rossiglione, anche se in altri testi compare già nel 1146.
Il feudo fu dominio del Marchesato del Monferrato e amministrato dai marchesi Marchesato del Bosco che, nel 1210, cedettero il borgo alla Repubblica di Genova. Nel 1225 il marchese Ottone Del Bosco divenne nuovo proprietario del paese e, solo in seguito, possesso degli Asinari di Asti. Da un documento del 1227, risulta che anche i Malaspina avevano giurisdizione in quella zona.
In diversi statuti risalenti intorno al 1300 si apprende la quasi totale autonomia ed amministrazione dei due borghi di Rossiglione Inferiore e Rossiglione Superiore. Il primo amministrato da otto famiglie locali, particolarmente legate al Senato della Repubblica di Genova, il secondo borgo guidato da sei membri.

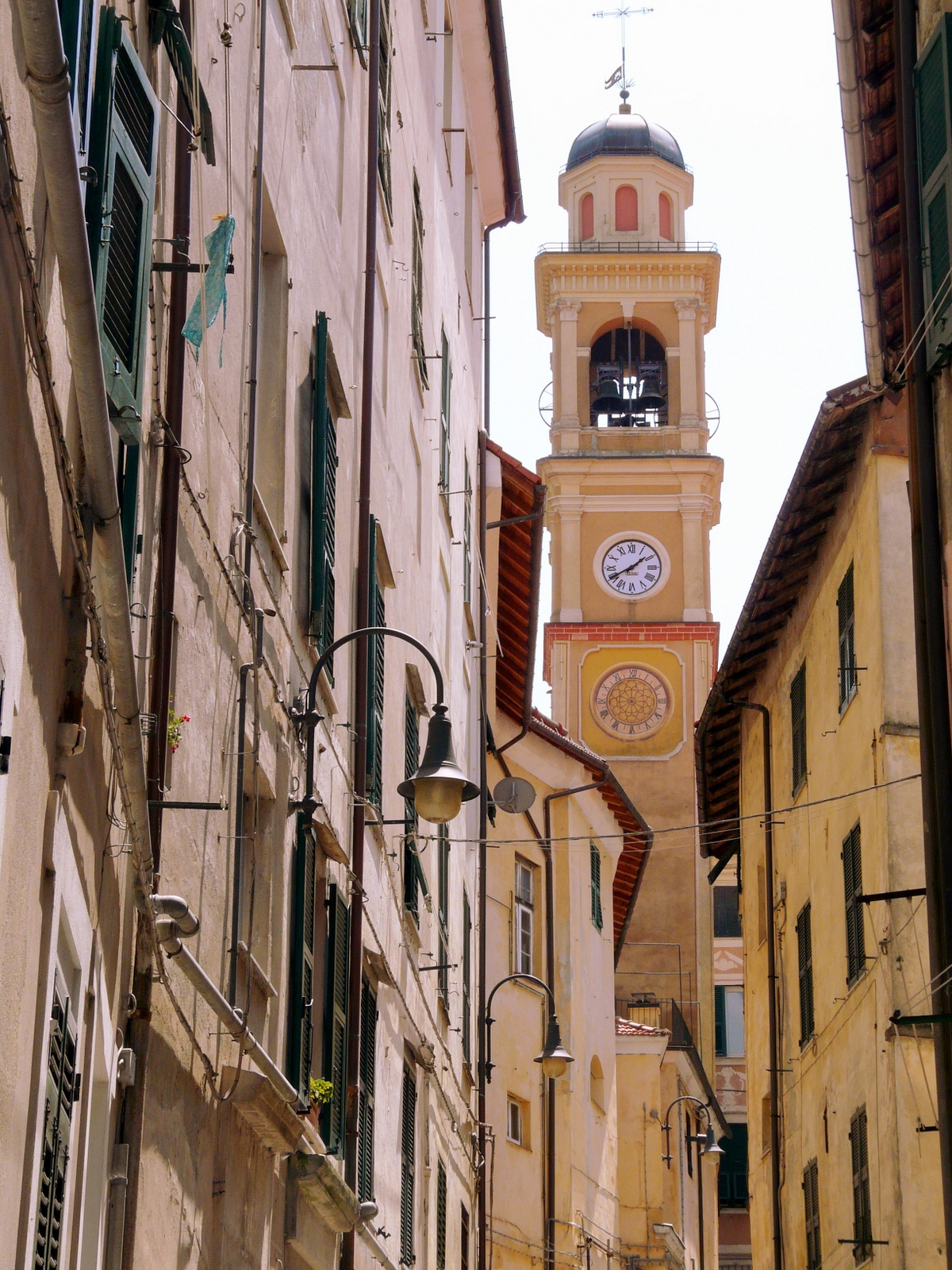
Il campanile della chiesa di Nostra Signora Assunta tra le case del borgo di Rossiglione Inferiore

Nel 1625 uomini di Rossiglione parteciparono alla battaglia del Monferrato tra la repubblica genovese e il Ducato di Savoia, per i territori al confine tra Liguria e Piemonte, che si concluse con la vittoria dei sabaudi. Subì come il resto della Liguria l'invasione degli Austriaci, la quale provocò l'occupazione del paese nel 1746-1747 e gravi scontri tra la popolazione con l'esercito austriaco.
Quasi cinquant'anni dopo, dal 1797 al 1800, fu teatro di scontri tra l'esercito francese, guidato da Napoleone Bonaparte e gli eserciti austriaci e russi, durante la Prima e la Seconda Campagna d'Italia. Nella primavera del 1800 fu teatro di sanguinosi scontri tra gli eserciti austriaco e francese che diedero inizio all'assedio di Genova.
Con la nuova dominazione francese i due borghi di Inferiore e Superiore rientrarono nel dipartimento della Cerusa, con capoluogo Voltri, all'interno della Repubblica Ligure annessa al Primo Impero francese. Dal 28 aprile del 1798 con i nuovi ordinamenti francesi, divennero capoluogo del VI cantone della giurisdizione della Cerusa e dal 1803 centro principale del IV cantone della Cerusa nella giurisdizione del Centro. Riunito in un'unica municipalità dal 22 settembre 1805, venne inserito nel dipartimento di Genova fino al 1814.
Nel 1815 fu inglobato nel Regno di Sardegna, così come stabilito dal congresso di Vienna del 1814 anche per gli altri comuni della Repubblica Ligure, e successivamente nel Regno d'Italia dal 1861. Dal 1859 al 1926 il territorio fu compreso nel IV mandamento di Campofreddo del circondario di Genova dell'allora provincia di Genova.
Dopo l'unificazione si sviluppò una fiorente industria tessile: nel 1869 nacque difatti a Rossiglione una filatura di cotone con fabbrica di tessuti che dava lavoro a 200 persone, mentre un cotonificio venne edificato dal cavaliere Ambrogio Figari nel 1875 e nel 1879 la marchesa Durazzo Pallavicini ne spostò lo stabilimento, che rimase sempre a Rossiglione. Tale stabilimento divenne poi parte della neonata ditta Cotonificio Ligure.
Durante la seconda guerra mondiale venne duramente bombardato dagli Alleati e subì le rappresaglie dei Tedeschi nella guerra di Liberazione.
Rossiglione è tra le città decorate al valor militare per la guerra di Liberazione è insignito della Croce di guerra al valor militare dal presidente della Repubblica Sandro Pertini per i sacrifici delle sue popolazioni e l'attività nella lotta partigiana durante la seconda guerra mondiale.

### Simboli
Stemma
Gonfalone
Lo stemma è stato concesso con il regio decreto del 22 settembre 1927; il gonfalone è stato invece concesso con il regio decreto dell'11 maggio 1936.

### Onorificenze
Rossiglione è tra le città decorate al valor militare per la guerra di liberazione, insignito della croce di guerra al valor militare per i sacrifici delle sue popolazioni e per l'attività nella lotta partigiana durante la seconda guerra mondiale:

## Monumenti e luoghi d'interesse

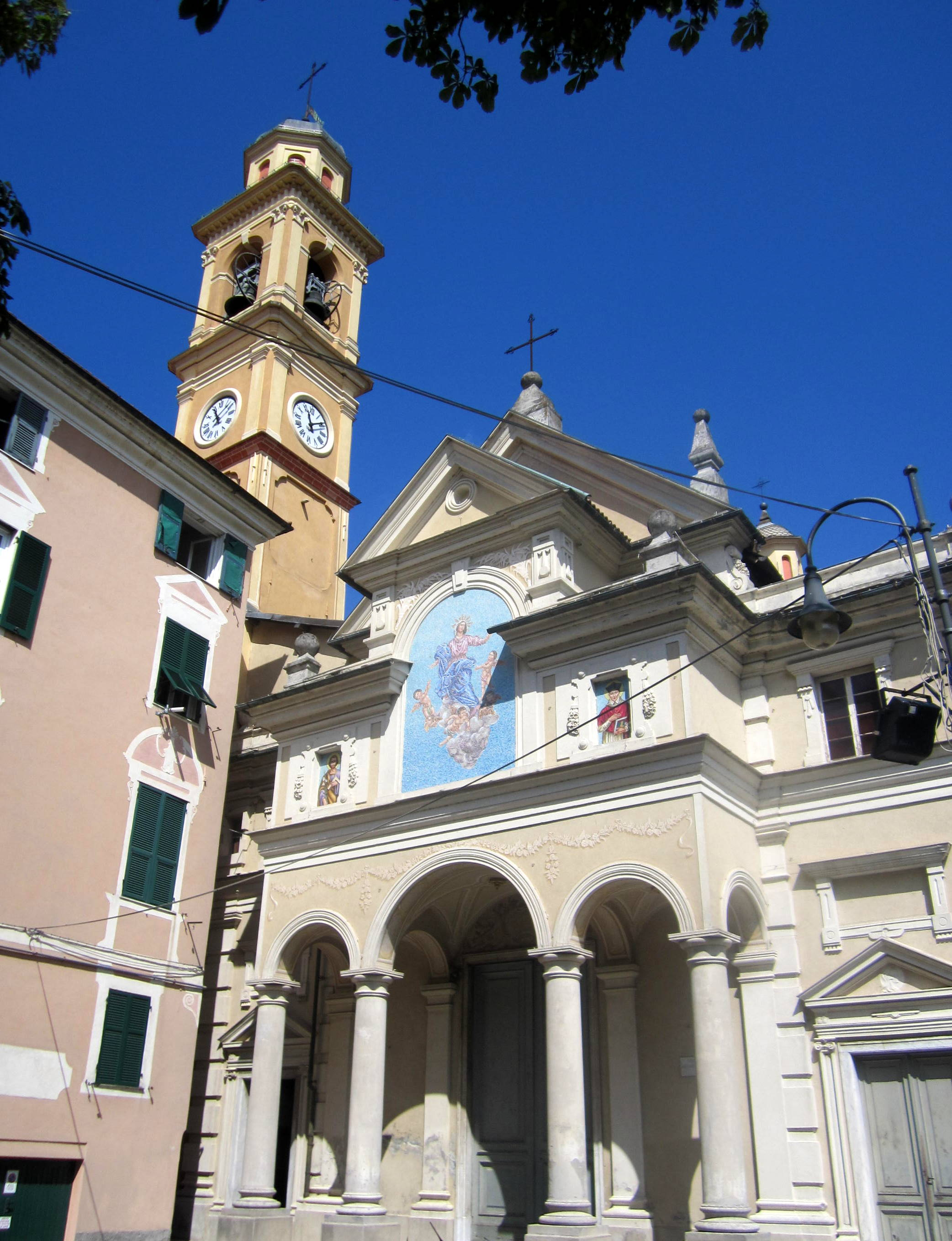
La chiesa parrocchiale di Nostra Signora Assunta a Rossiglione Inferiore

### Architetture religiose
- Chiesa parrocchiale di Nostra Signora Assunta nella borgata di Rossiglione Inferiore.
- Oratorio di San Sebastiano nella borgata di Rossiglione Inferiore, nella contrada di San Sebastiano. Conserva, oltre alla statua lignea settecentesca di scultore sconosciuto, i resti di un reliquiario in marmo del XVII secolo, due crocefissi processionali nonché alcuni quadri e croci astili del XIX secolo.
- Oratorio di Nostra Signora Assunta nella borgata di Rossiglione Inferiore. L'oratorio venne citato nella visita apostolica di monsignor Carlo Montigli del 1585 e la sua confraternita dei Disciplinanti fu attiva fino alla soppressione nel 1805 voluta da Napoleone Bonaparte. Conserva alcuni cicli di affreschi del pittore Andrea Semino del 1586.
- Oratorio di Sant'Antonio nella borgata di Rossiglione Inferiore, risalente al XVI secolo.
- Chiesa parrocchiale di Santa Caterina da Alessandria nella borgata di Rossiglione Superiore.
- Oratorio di San Sebastiano nella borgata di Rossiglione Superiore, adiacente alla piazza Mons. Ferrando.
- Oratorio di Santa Caterina da Alessandria nella borgata di Rossiglione Superiore, edificato tra il XVII e il XVIII secolo.
- Chiesa oratorio di San Bernardo nella borgata di Rossiglione Superiore. Presso la riva sinistra del torrente Gargassa sono presenti avanzi dell'antica chiesetta, forse annessa nei secoli passati alla Abbazia di Santa Maria alla Croce di Tiglieto. Nell'abside sono conservati i frammenti di affreschi del tardo medioevo.
- Chiesetta di Sant'Anna nella borgata di Rossiglione Superiore.
- Cappella di Nostra Signora delle Grazie, detta anche cappella del Poggio, ubicata presso la vetta del monte Poggio (560 m).
- Cappella di Nostra Signora del Carmelo, detta anche cappella della Camera.
- Cappella nella località di Gargassino.
- Cappella di Gamondino nella località di Valle Berlino.

### Architetture civili

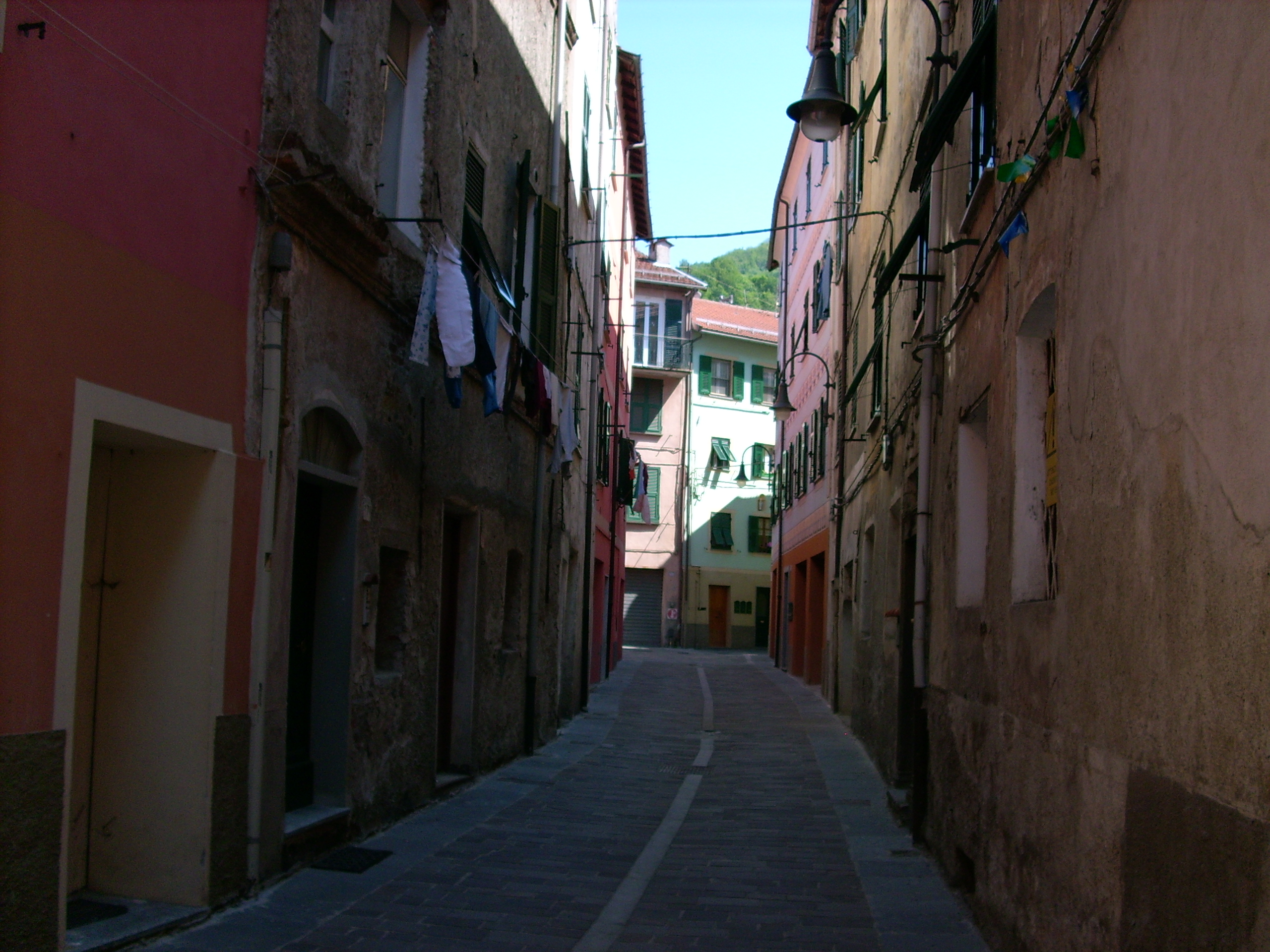
Centro storico di Rossiglione Superiore

- Ponte sul torrente Gargassa. Nei pressi della borgata di Rossiglione Inferiore, sovrastante il torrente Gargassa, è presente un antico ponte costruito - secondo una delibera della comunità del 1599 - verso la fine del XVI secolo. Anticamente, precedente sicuramente al 1630, sul ponte era presente una porta d'accesso ad oggi non più presente per motivi sconosciuti. Oggi il ponte - fino al 1856 passaggio obbligatorio per attraversare il torrente - si presenta a sole due arcate, ma si ipotizza che in origine il ponte fosse corredato invece da tre arcate; quest'ultima potrebbe essere stata demolita durante il rifacimento delle due estremità.
- Palazzo comunale di Rossiglione. Sede odierna del municipio, fu anticamente un convento presso la borgata di Inferiore e dedicato all'Assunta, gestito dai frati minori francescani. Dell'antica struttura conventuale rimangono ad oggi alcune tracce richiamante lo stile francescano, mentre la chiesa è stata trasformata in una sala polivalente.
- Palazzo Campora a Rossiglione Inferiore.
- Palazzo Viotti a Rossiglione Inferiore, eretto secondo la tradizione popolare fra il XIII e il XIV secolo. Anticamente sede della canonica nonché residenza vescovile dell'originaria struttura non ne rimane visibile alcuna traccia a seguito dei rimaneggiamenti nei secoli successivi.
- Palazzo Pizzorno a Rossiglione Superiore, detta anche "casa paterna", è un edificio costruito nel corso del XVII secolo anche se dell'antico stile architettonico secentesco non rimane nessuna traccia nella struttura moderna; attualmente è la sede del "Ricovero San Giuseppe".
- Palazzo Vignolo a Rossiglione Superiore, situate nel centro storico della borgata, vengono considerate tra le costruzioni di Rossiglione quelle più antiche. Ancora oggi è presente il portico e lo stemma araldico del casato nobiliare dei Vignolo - databile al XV secolo - murato sopra le arcate del pian terreno.
- Casa Babilano-Arca a Rossiglione Superiore, costruita nella prima metà del XVI secolo fu di proprietà del nobile Babilano Pizzorni. Presenta all'esterno, sopra l'ingresso principale, un portale in pietra arenaria a punta di diamante, mentre all'interno dell'edificio sono presenti travi sagomate e scale con voltini.
- Villa Campora, già villa Beiro, risalente al XVIII secolo.

### Architetture militari

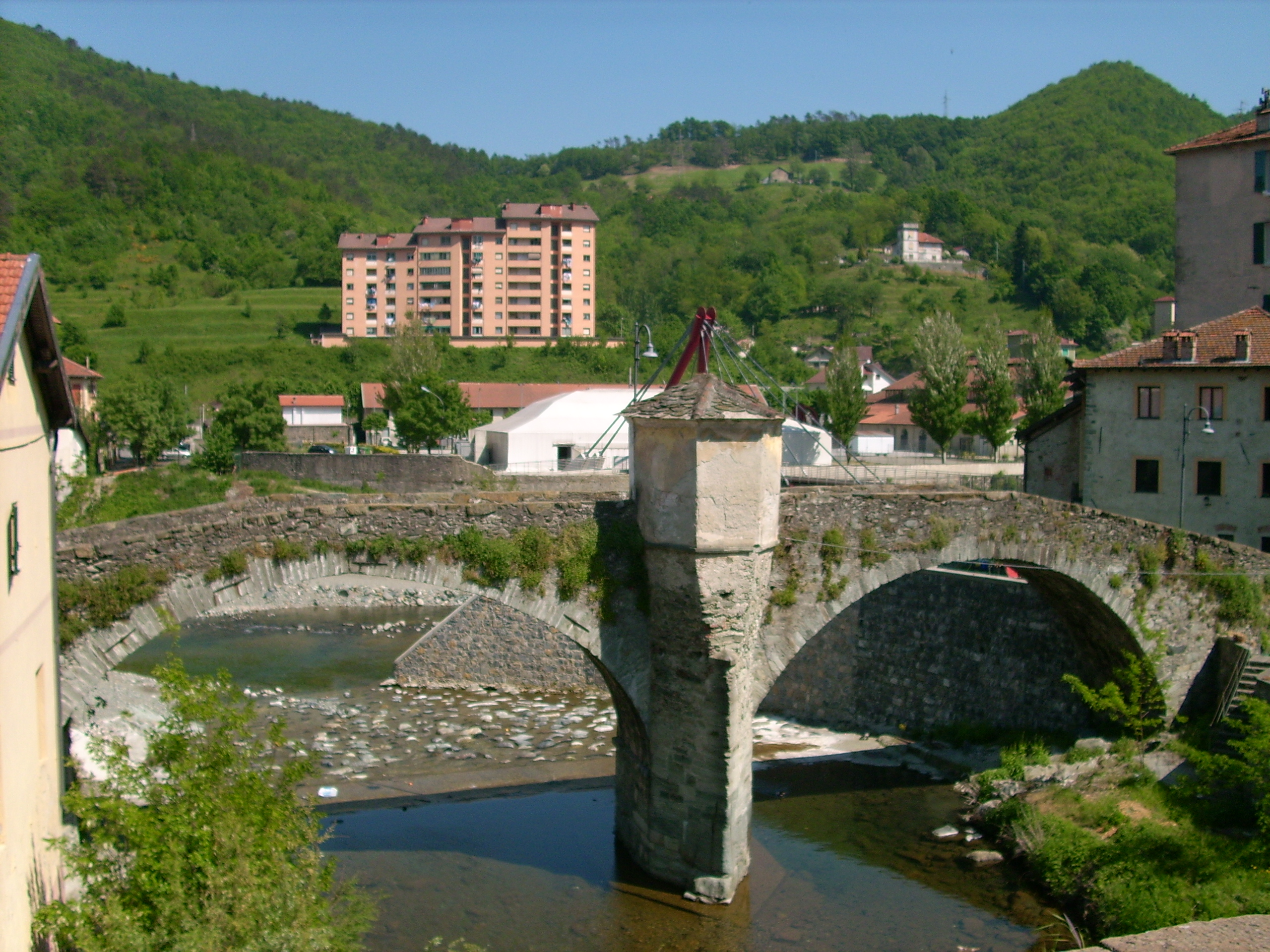
Antico ponte sul torrente Gargassa presso Rossiglione Inferiore

Nel corso del 1978-1979 furono commissionati dall'Istituto di storia e cultura medievale indagini archeologici che hanno permesso il ritrovamento di alcuni resti di un'antica torre fortificata - castrum - su una collina nei pressi dell'odierno abitato di Rossiglione Inferiore.
Secondo lo studio dei reperti della struttura, gli storici hanno potuto constatare la probabile datazione della torre-castello al XIII secolo. L'edificio potrebbe essere stato eretto dalla Repubblica di Genova durante il dominio di Genova nelle terre della valle Stura; nella valle, infatti, sono state rinvenute tracce di antiche guarnigioni atte nel controllo del territorio, specie delle vie di comunicazione tra la costa ligure e l'entroterra.

### Aree naturali
- Valle Gargassa e Rocce nere.

## Società

### Evoluzione demografica
Abitanti censiti

### Etnie e minoranze straniere
Secondo i dati Istat al 31 dicembre 2022, i cittadini stranieri residenti a Rossiglione sono 202, così suddivisi per nazionalità, elencando per le presenze più significative:
1. Ecuador, 48
2. Romania, 44

## Cultura

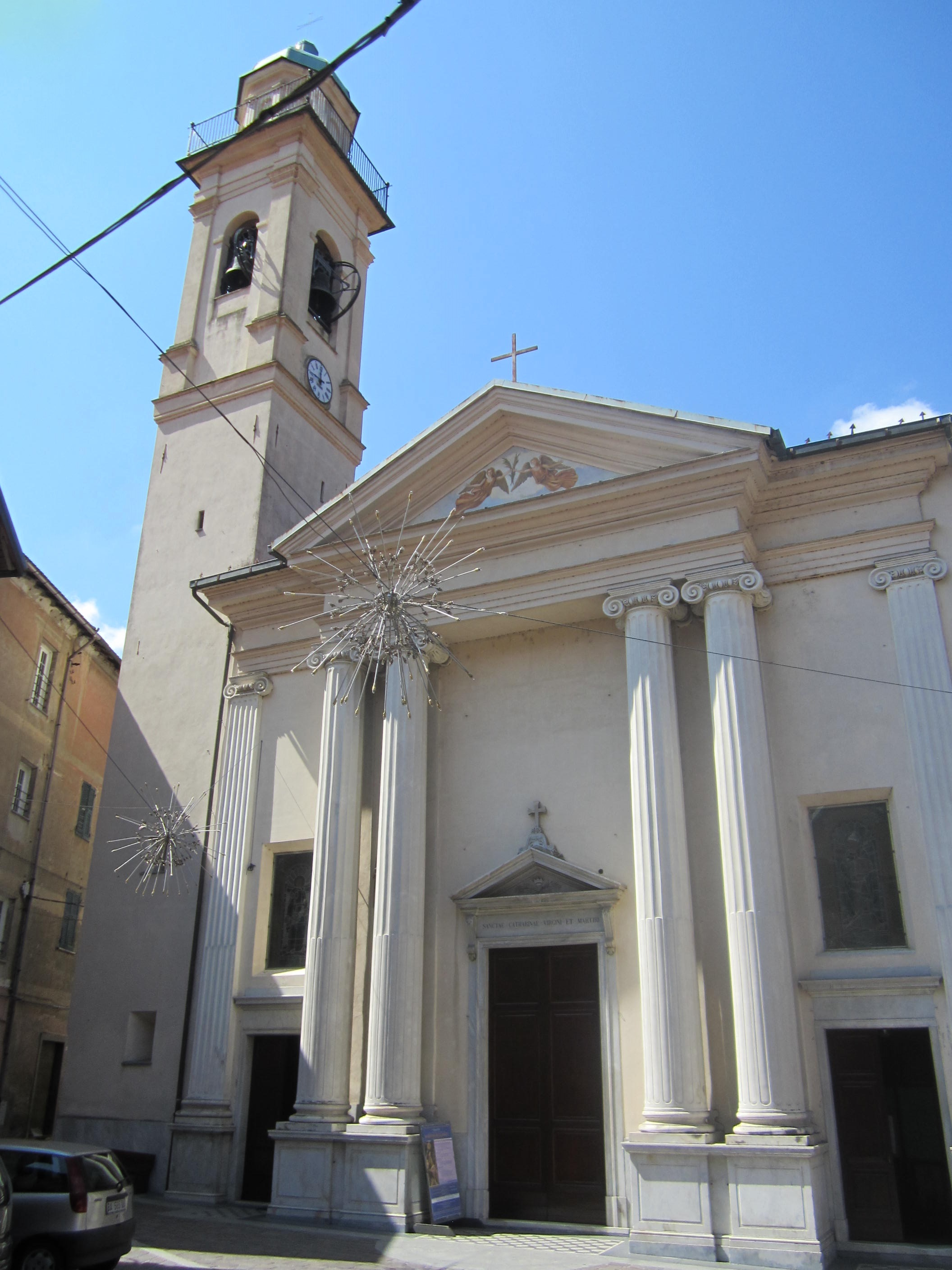
La chiesa di Santa Caterina a Rossiglione Superiore

Ai cittadini di Rossiglione è stato dedicato, dall'Unione Astronomica Internazionale l'asteroide 9101 Rossiglione con la seguente motivazione "cittadina fortemente impegnata nell'organizzazione di eventi culturali, principalmente scientifici, seguiti da tutti i cittadini indipendentemente dal loro livello scolastico".

### Istruzione

#### Musei
- Museo "Passatempo", museo di moto e cicli ed oggetti del Novecento.[11]

## Geografia antropica
Il territorio comunale, oltre alle due borgate, è costituito inoltre dall'unica frazione di Garrone per un totale di 47,59 km².
Confina a nord con i comuni di Molare (AL), Ovada (AL), Belforte Monferrato (AL) e Tagliolo Monferrato (AL), a sud con Tiglieto e Campo Ligure, ad ovest con Molare e Tiglieto e ad est con Tagliolo Monferrato e Bosio (AL).

## Economia
L'attività principale è l'agricoltura, in particolare l'allevamento di bovini. 
Significativa inoltre l'attività di lavorazione della plastica.

## Infrastrutture e trasporti

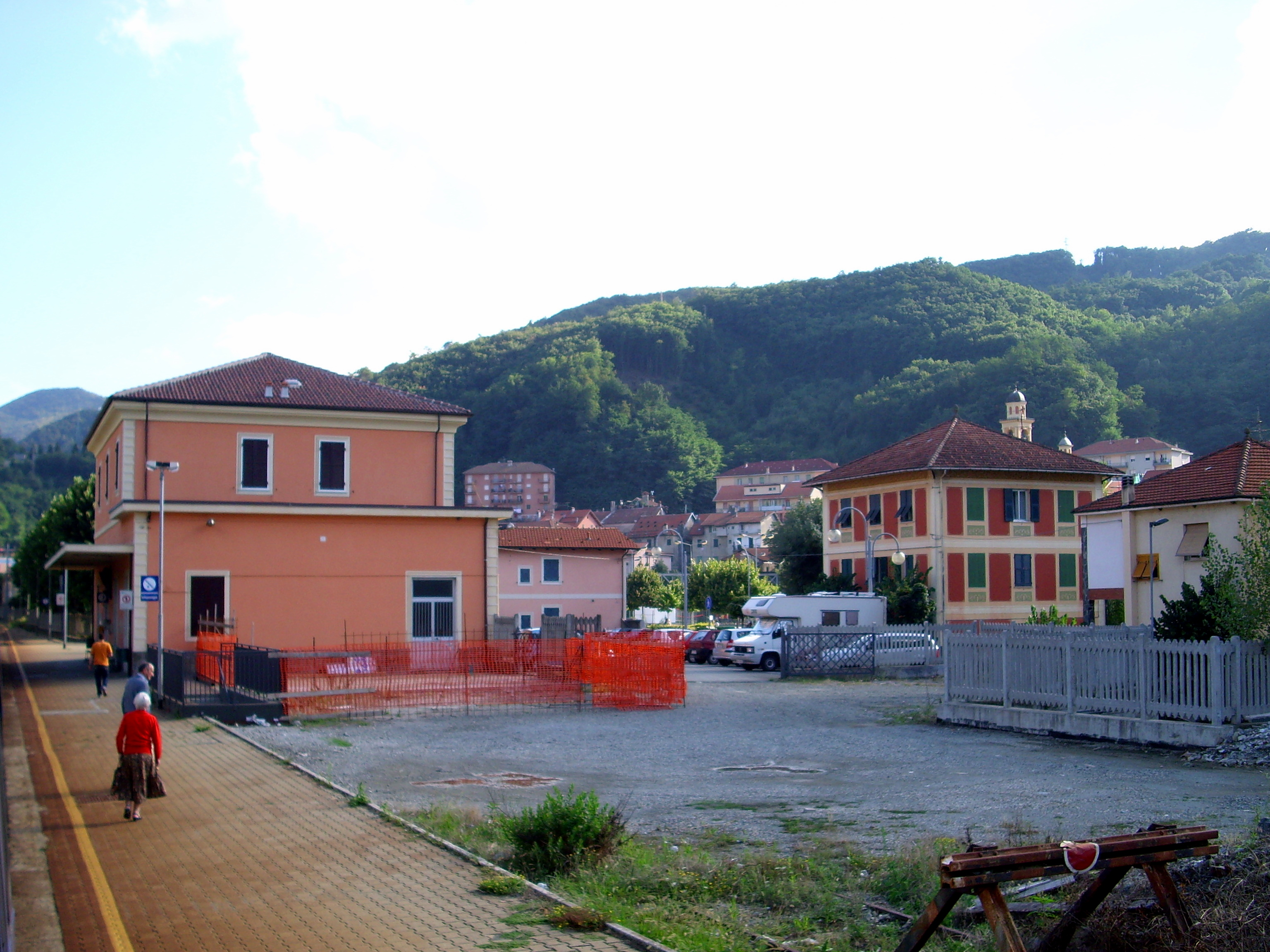
La stazione ferroviaria di Rossiglione

### Strade
Il centro di Rossiglione è attraversato principalmente dalla strada statale 456 del Turchino che gli permette il collegamento stradale con Belforte Monferrato, a nord, e Campo Ligure a sud. Un ulteriore collegamento viario del territorio è la provinciale 41 di Tiglieto per raggiungere l'omonimo comune della val d'Orba.

### Ferrovie
La stazione di Rossiglione è la fermata ferroviaria più vicina ed è posta sulla linea ferroviaria a semplice binario Acqui Terme-Genova, nel tratto compreso tra Campo Ligure e Ovada.

### Mobilità urbana
Dai comuni di Genova e Masone un servizio di trasporto pubblico locale gestito dall'AMT garantisce quotidiani collegamenti bus con Rossiglione e per le altre località del territorio comunale.

## Amministrazione

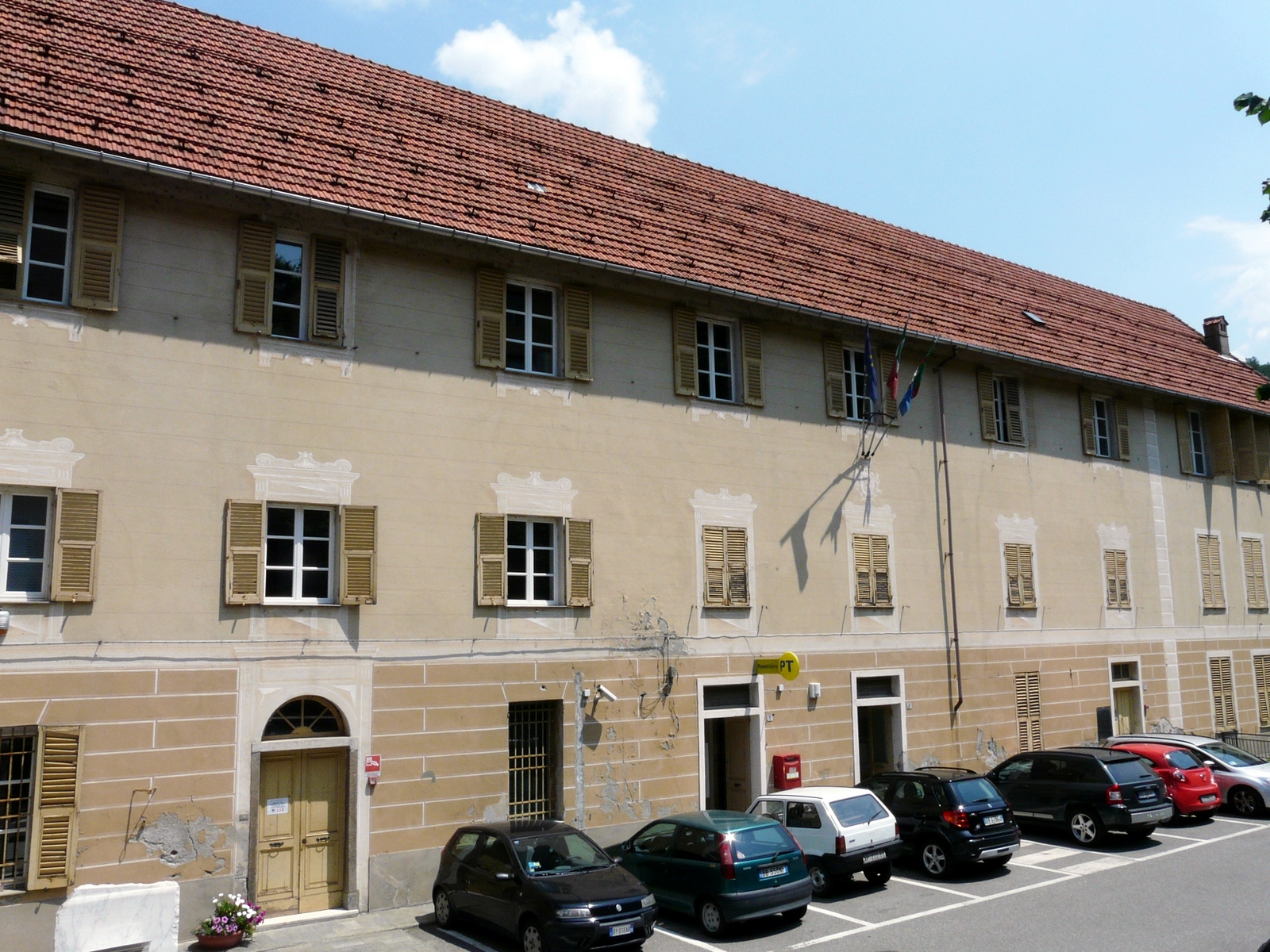
Il palazzo comunale

### Altre informazioni amministrative
Rossiglione fa parte dell'Unione dei comuni delle Valli Stura, Orba e Leira.

## Sport

### Calcio
- U.S.D. Rossiglionese, militante nel campionato di Prima Categoria.